# Adamsville (Ohio)
Adamsville – wieś w USA, w stanie Ohio, w hrabstwie Muskingum.
Liczba mieszkańców w 2010 roku wynosiła 114.